# Africa Beach Soccer Cup of Nations 2016
L'Africa Beach Soccer Cup of Nations 2016 è la 8ª edizione di questo torneo.

## Qualificazioni

### Squadre partecipanti
- Capo Verde
- Egitto
- Ghana
- Costa d'Avorio
- Liberia
- Libia
- Kenya

- Madagascar
- Marocco
- Mozambico
- Senegal
- Sudan
- Tanzania
- Uganda

### Partite
| Squadra 1  | Totale | Squadra 2      | Andata | Ritorno |
| ---------- | ------ | -------------- | ------ | ------- |
| Capo Verde | 4–12   | Senegal        | 2–7    | 2–5     |
| Uganda     | rit    | Egitto         | –      | –       |
| Liberia    | rit    | Marocco        | –      | –       |
| Tanzania   | 7–13   | Costa d'Avorio | 3–7    | 4–6     |
| Kenya      | 4–17   | Ghana          | 3–10   | 1–7     |
| Mozambico  | 4–9    | Madagascar     | 2–3    | 2–6     |
| Sudan      | rit    | Libia          | –      | –       |

## Squadre partecipanti
Di seguito le 8 nazionali qualificate.
- Egitto
- Ghana
- Costa d'Avorio
- Libia
- Madagascar
- Marocco
- Nigeria (ospitante)
- Senegal

## Fase a gironi

### Girone A
| Pos | Team           | G | V | V+ | VR | P | GF | GS | +/- | P |
| --- | -------------- | - | - | -- | -- | - | -- | -- | --- | - |
| 1   | Nigeria        | 3 | 2 | 0  | 0  | 1 | 11 | 9  | +2  | 6 |
| 2   | Egitto         | 3 | 2 | 0  | 0  | 1 | 11 | 9  | +2  | 6 |
| 3   | Costa d'Avorio | 3 | 1 | 0  | 1  | 1 | 11 | 8  | +3  | 4 |
| 4   | Ghana          | 3 | 0 | 0  | 0  | 3 | 7  | 14 | -7  | 0 |

| Squadra 1      | Risultato     | Squadra 2      |
| -------------- | ------------- | -------------- |
| Costa d'Avorio | 5-0           | Ghana          |
| Nigeria        | 3-2           | Egitto         |
| Egitto         | 5-4           | Ghana          |
| Costa d'Avorio | 4-4 (3-1 dcr) | Nigeria        |
| Egitto         | 4-2           | Costa d'Avorio |
| Nigeria        | 4-3           | Ghana          |

### Girone B
| Pos | Team       | G | V | V+ | VR | P | GF | GS | +/- | P |
| --- | ---------- | - | - | -- | -- | - | -- | -- | --- | - |
| 1   | Senegal    | 3 | 3 | 0  | 0  | 0 | 15 | 4  | +11 | 9 |
| 2   | Marocco    | 3 | 2 | 0  | 0  | 1 | 12 | 6  | +6  | 6 |
| 3   | Madagascar | 3 | 1 | 0  | 0  | 2 | 11 | 10 | +1  | 3 |
| 4   | Libia      | 3 | 0 | 0  | 0  | 3 | 10 | 28 | -18 | 0 |

| Squadra 1  | Risultato | Squadra 2  |
| ---------- | --------- | ---------- |
| Madagascar | 9-5       | Libia      |
| Senegal    | 2-1       | Marocco    |
| Marocco    | 9-3       | Libia      |
| Senegal    | 3-1       | Madagascar |
| Senegal    | 10-2      | Libia      |
| Marocco    | 2-1       | Madagascar |

## Piazzamenti 5º-8º

### Semifinali
| Squadra 1      | Risultato | Squadra 2 |
| -------------- | --------- | --------- |
| Costa d'Avorio | rit       | Libia     |
| Madagascar     | 8-4       | Ghana     |

### Finali

#### 7º-8º posto
| Squadra 1 | Risultato | Squadra 2 |
| --------- | --------- | --------- |
| Ghana     | rit       | Libia     |

#### 5º-6º
| Squadra 1  | Risultato | Squadra 2      |
| ---------- | --------- | -------------- |
| Madagascar | 4-3       | Costa d'Avorio |

## Finali

### Semifinali
| Squadra 1 | Risultato | Squadra 2 |
| --------- | --------- | --------- |
| Nigeria   | 6-1       | Marocco   |
| Senegal   | 5-2       | Egitto    |

### Finali

#### 3º-4º posto
| Squadra 1 | Risultato | Squadra 2 |
| --------- | --------- | --------- |
| Egitto    | 4-1       | Marocco   |

#### Finale
| Squadra 1 | Risultato | Squadra 2 |
| --------- | --------- | --------- |
| Senegal   | 8-4       | Nigeria   |

## Classifica Finale
| Pos | Team           |
| --- | -------------- |
| 1   | Senegal        |
| 2   | Nigeria        |
| 3   | Egitto         |
| 4   | Marocco        |
| 5   | Madagascar     |
| 6   | Costa d'Avorio |
| 7   | Ghana          |
| 8   | Libia          |